# John McGraw
John Joseph McGraw, soprannominato "Little Napoleon" e "Mugsy" (Truxton, 7 aprile 1873 – New Rochelle, 25 febbraio 1934), è stato un giocatore di baseball e allenatore di baseball statunitense che ha giocato nel ruolo di terza base nella Major League Baseball (MLB). Malgrado i successi come giocatore, è ricordato principalmente per le stagioni come manager dei New York Giants. Le sue 2.763 vittorie sono seconde solo a quelle di Connie Mack. È stato introdotto nella National Baseball Hall of Fame nel 1937

## Carriera da giocatore
McGraw debuttò nelle major league nel 1891 nell'American Association con i Baltimore Orioles. Dopo che questi si trasferirono nella National League l'anno successivo, vi giocò fino al 1899. In quel periodo, McGraw si impose come uno dei migliori battitori della lega e come un'eccellente terza base in difesa. Guadagnò oltre 100 basi su ball in tre diverse stagioni, segnò oltre 100 punti in stagione 5 volte, ebbe una media battuta di almeno .320 ogni anno a partire dal 1893 ed ebbe una percentuale di arrivo in base oltre .400 sempre ogni stagione dal 1893, incluso un massimo in carriera di .547 nel 1899. McGraw svolse anche il ruolo di manager degli Orioles nel 1899, terminando con un bilancio di 86–62.
Le apparizioni in campo di McGraw diminuirono negli anni successivi, giocando per i St. Louis Cardinals (1900), per i Baltimore Orioles dell'American League, i futuri Yankees, (1901-1902) e i New York Giants (1902–1906). Quella del 1902 fu la sua ultima stagione come giocatore a tempo pieno; in seguito non giocò più di 12 partite e non ebbe mai più di 12 turni in battuta a stagione. Si ritirò con 1.024 punti segnati, 13 fuoricampo, 462 punti battuti a casa, una media battuta di .334 e una percentuale di arrivo in base di .466. Quest'ultimo dato lo pone al terzo posto di tutti i tempi dietro a due leggende del baseball come Ted Williams (.482) e Babe Ruth (.474).

## Carriera da allenatore

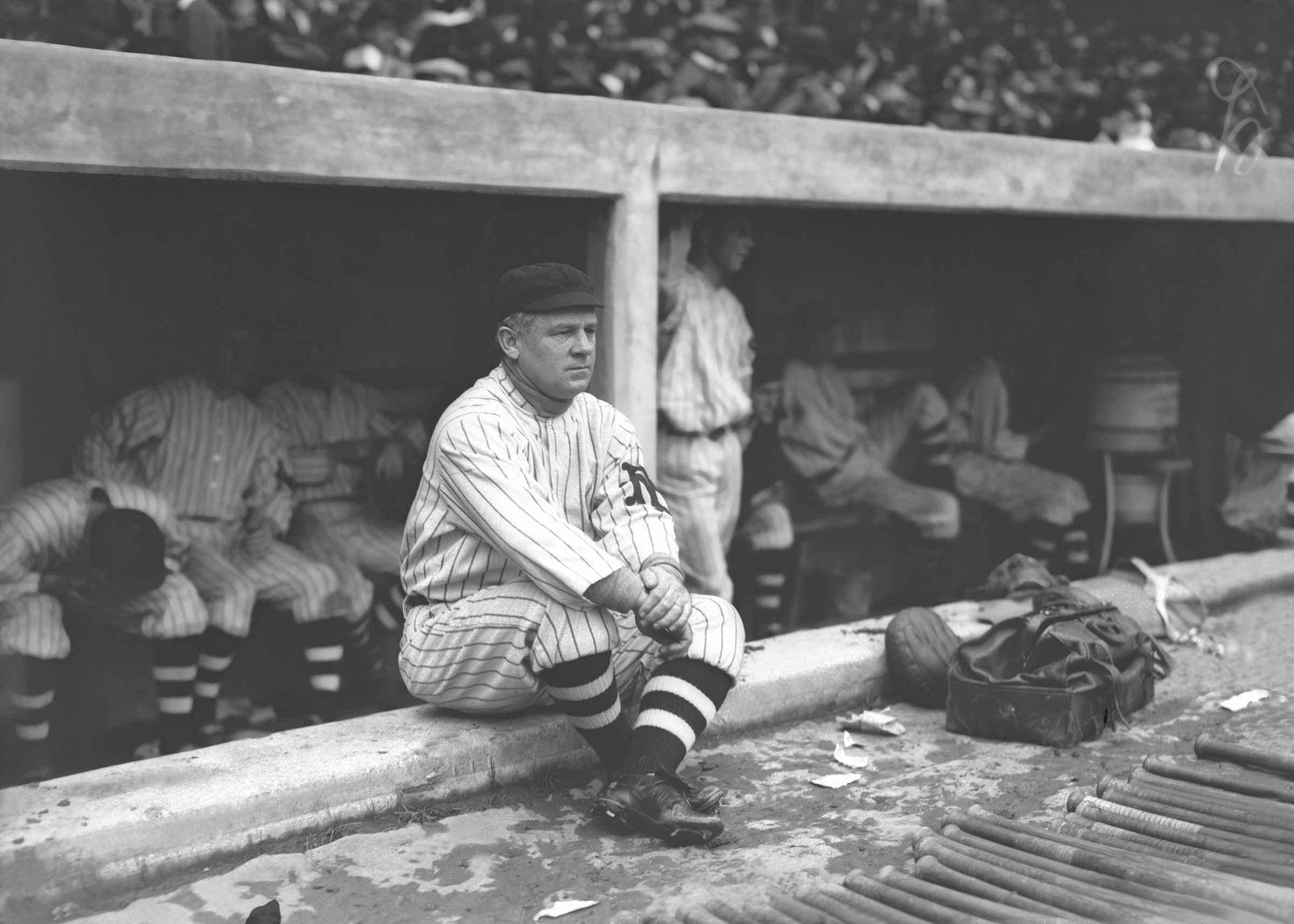
McGraw nel 1912

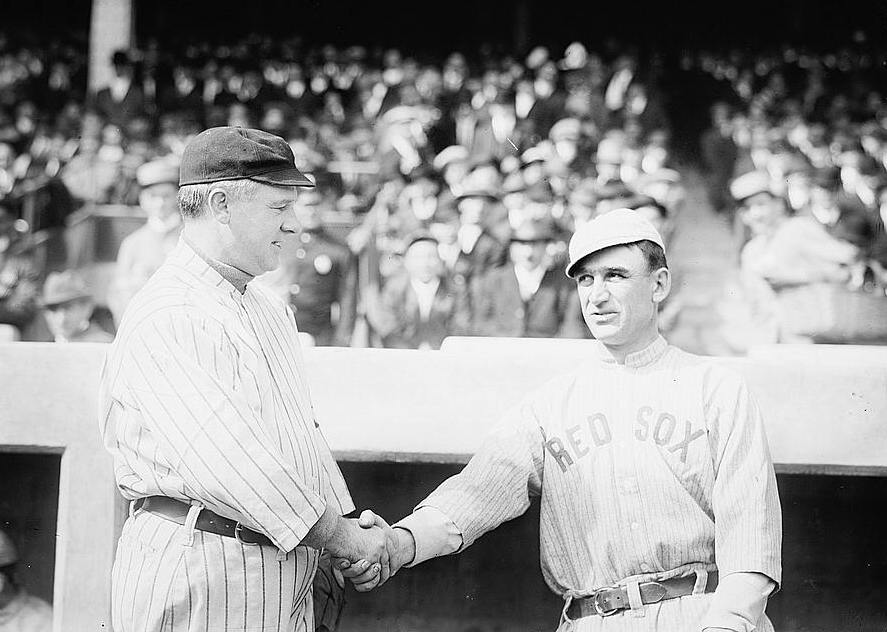
John McGraw saluta il manager avversario Jake Stahl nelle World Series 1912

Malgrado i successi come giocatori, McGraw è ricordato maggiormente per i traguardi raggiunti come manager. Nel suo libro The Old Ball Game, Frank Deford della National Public Radio definisce McGraw "il modello del classico allenatore americano, la versione maschile della prostituta dal cuore d'oro, un uomo inflessibile amato dai propri giocatori." McGraw scelse spesso giocatori scartati da altre squadre, riuscendo in diversi casi ad ottenere altre stagioni positive da questi. A volte alcuni questi rischi ripagarono il manager, altre non funzionarono altrettanto bene: nel 1913 ad esempio firmò il famoso atleta Jim Thorpe. Questi non ebbe prestazioni degne di nota, non perché mancasse di abilità atletiche, ma perché "non riusciva a battere le palle curve." McGraw fu uno dei primi ad utilizzare il lanciatore di rilievo per guadagnare una salvezza nei finali di partita. Fece lanciare Claude Elliott otto volte su dieci apparizioni nel 1905. Anche se le salvezze non divennero una statistica ufficiale fino al 1969, a Elliot ne furono accreditate retroattivamente 6 quella stagione, un primato per l'epoca.
Nel corso dei 33 anni come manager, con i Baltimore Orioles di entrambe le leghe (1899 NL, 1901–1902 AL) e i New York Giants (1902–1932), McGraw ottenne 2.763 vittorie e 1.948 sconfitte. Le sue squadra vinsero 10 pennant della National League e 3 World Series, per 11 volte chiusero al secondo posto ed ebbero solo due stagioni con più sconfitte che vittorie. Nel 1918 batté il record di Fred Clarke di 1.670 vittorie, prima di essere superato da Mack. McGraw guidò i Giants al primo posto in ogni stagione dal 1921 al 1924, diventando l'unico manager della National League a vincere quattro pennant consecutivi. Al momento del ritiro, McGraw era stato espulso 131 volte (di cui almeno 14 come giocatore). Questo record rimase attivo fu a quando fu superato dal manager degli Atlanta Braves Bobby Cox il 14 agosto 2007.
Nel 1919, McGraw divenne comproprietario dei Giants quando Charles Stoneham acquistò il club. Come parte dell'accordo, McGraw divenne vice presidente, con autorità completa riguardo alle decisioni che riguardavano la parte del baseball. Tuttavia, aveva avuto quasi sempre mano libera sin dal suo arrivo. McGraw scrisse un'autobiografia dei suoi anni nel baseball, pubblicata nel 1923, in cui espresse un rispetto riluttante per diversi giocatori avversari. Si ritirò a metà della stagione 1932 ma tornò per allenare la squadra della National League nell'inaugurale All-Star Game del 1933.
Anche se per la maggior parte della carriera McGraw indossò la stessa uniforme da baseball dei suoi giocatori, alla fine imitò Mack iniziando ad allenare con un abito a tre pezzi. Continuò a farlo fino al suo ritiro.

## Palmarès
- World Series: 3

New York Giants: 1905 (come giocatore), 1921, 1922 (come allenatore)
- Nome onorato dai San Francisco Giants